# تلمبة دكتر خالقي (مشيز بردسير)
تلمبة دکتر خالقي (بالإنجليزية: Tolombeh-ye Doktor Khaleqi)‏ هي مستوطنة تقع في إيران في كرمان.